# Pterolophia sublobata
Pterolophia sublobata là một loài bọ cánh cứng trong họ Cerambycidae.